# Cathal mac Taidg
Cathal mac Taidg meic Conchobair (mort en 973) est un roi de Connacht issu des Uí Briúin une branche des Connachta. Il appartient au sept Síl Muiredaig des Uí Briúin et règne
brièvement en 973 .

## Biographie
Cathal mac Taidg meic Conchobair est le fils est le fils de Tadg mac Conchobair le second des fils de Conchobar mac Taidg Mór à accéder au trône de Connacht. Après la mort de Conchobar mac Taidg le fils de son cousin-germain Tadg mac Cathail il devient à son tour roi.
Son règne est extrêmement bref car Murchad Glun re Lar mac Flaithbertaigh, roi d'Ailech, envahit le Connacht et lui livre bataille à Cathal à Ceis Corran. Cathal est tué avec ses principaux vassaux: Géibennach son of Aed, roi des Uí Maini; Tadg, fils de Muircheartach, chef des Ui-Diarmada; Murchadh, fils de Flann, fils de Glethneachan, chef du Clann-Murchadha; et Seirridh Ua Flaithbheartaigh, ainsi que d’innombrable autres
Son petit-cousin Cathal mac Conchobar mac Taidg devient alors roi.

## Sources
- (en) Francis John Byrne, Irish Kings and High-Kings, Londres, Batsford, 1973 (ISBN 0-7134-5882-8)
- (en) T.W Moody, F.X. Martin, F.J. Byrne A New History of Ireland IX Maps, Genealogies, Lists. A companion to Irish History part II . Oxford University Press réédition 2011  (ISBN 9780199593064) Kings of Connacht to 1224 p. 138.